# زوران ميلينكوفيتش
زوران ميلينكوفيتش (بالصربية: Зоран Милинковић)‏ هو لاعب كرة قدم ومدرب كرة قدم صربي في مركز الوسط، ولد في 18 يوليو 1968 في بلغراد في صربيا. لعب مع أنورثوسيس فاماغوستا ورادنيتشكي نيش وزولته فاريجيم وساغان توسو وكونينكليجك سبورتفرينغنغ فاريغيم ونادي بارتيزان ونادي بودابست هونفيد ونادي بوراتس بانيا لوكا ونادي فويفودينا ونادي موغرن ونادي نيس وهانزا روستوك.

## وصلات خارجية
- زوران ميلينكوفيتش على موقع رابطة كرة القدم الفرنسية للمحترفين (الإنجليزية)
- زوران ميلينكوفيتش على موقع قاعدة بيانات كرة القدم.إي يو (الإنجليزية)
- زوران ميلينكوفيتش على موقع بيانات كرة القدم. دي إي (الألمانية)
- زوران ميلينكوفيتش على موقع Soccerway.com (الإنجليزية)
- زوران ميلينكوفيتش على موقع عالم كرة القدم.نت (الإنجليزية)